# グロットグラム
グロットグラムとは、一方の軸に地点を、もう一方の軸に年齢を取って、方言調査の結果を様々な記号であらわした図をいう。「地理×年齢図」ともいう。地域差と年齢差を同時に示すことができるので、方言の変化や伝播の様子をとらえるのに用いられる。日本方言学が独自に開発した研究方法。
1969年に徳川宗賢他が新潟県糸魚川で調査を実施し、論文にした（徳川宗賢1993)。現在ほぼ日本全国に調査地域が広がった（井上史雄2000, 井上史雄2003)。台湾（LI 2011)でも適用が始まっている。